# Vécsey család (hernádvécsei)

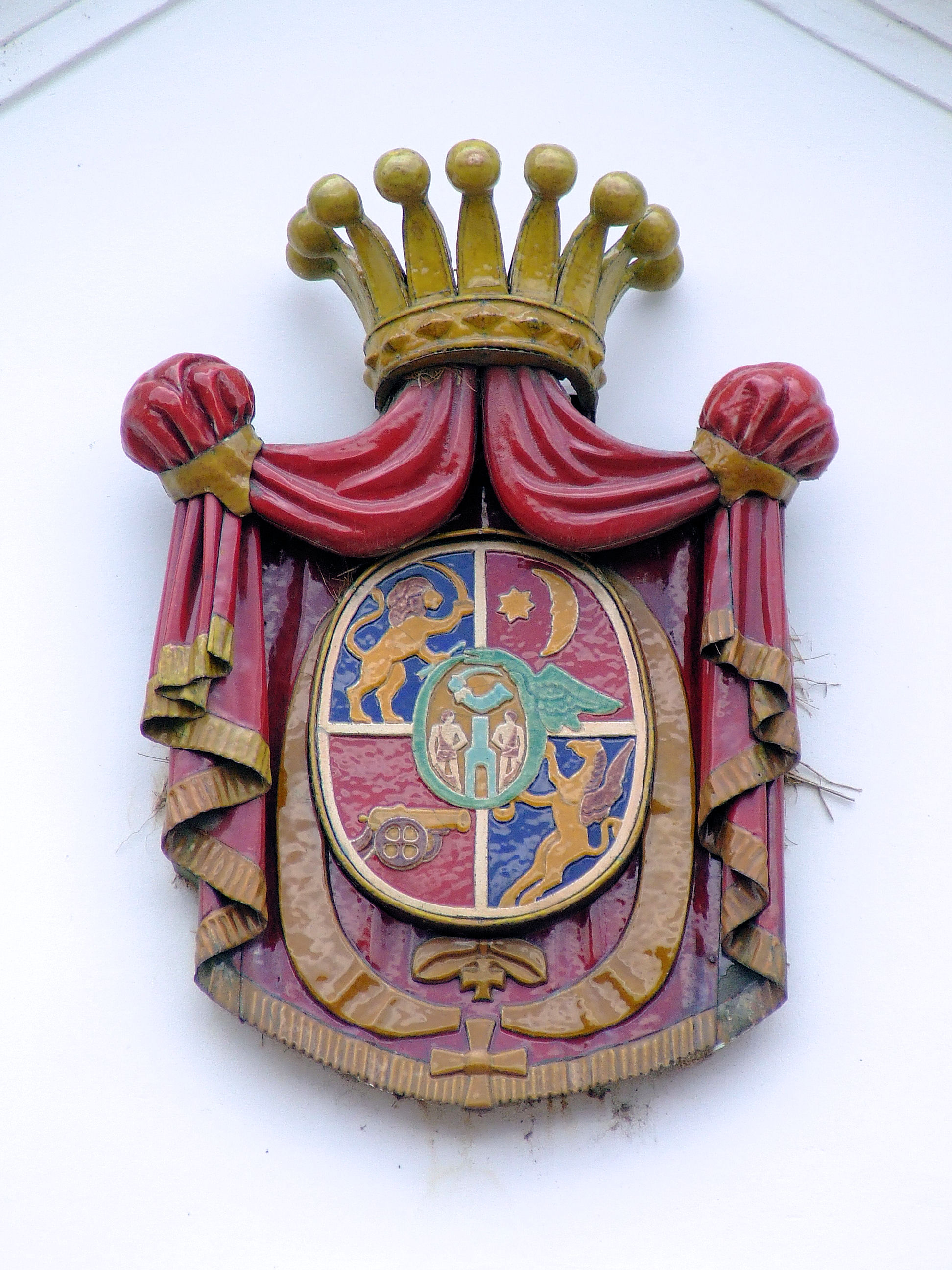
A Vécsey család címere a solti kastély homlokzatán

A nemes, báró és gróf hernádvécsei és hajnácskői Vécsey a magyar történelem során jelentősebb szerepet játszott nemesi családok egyike.

## Története
A család eredeti neve Szőlősi volt. Első ismert felmenője vécsei Szőlősi Balázs (1470–1553), aki 1507. november 25-én címeres nemeslevelet kapott II. Ulászlótól. 1517-ben ugyanezen Balázs és fiai újabb királyi adománylevelet kaptak, melyben többek között az abaúji Vécse birtokát is megkapták, erről a településről vették új családnevüket is. A hernádvécsei előnévhez a hajnácskői a 17. században társult, amikor Csapy Máriát feleségül vevő Vécsey Sándor megszerezte Hajnácskő várát. 1532. október 16-án címerújító oklevelet kapott Vécsey István. 1692. november 21-én Sándor feleségével, Szelényi Máriával és gyermekeivel, Sándorral, Lászlóval és Máriával együtt bárói rangra emelkedtek. Vécsey Sándor Sándor és László gyermeke között szakadt a család gömöri és váradi vonalra. A gömöri ágnál a  grófi rangot 1813. április 17-én Vécsey Ágost (Ágoston) vezérőrnagy kapta, de ez a grófi ág 1879-ben fiával, akit szintén Ágostnak hívtak, ki is halt.

## Jelentősebb családtagok
- Vécsey Gábor (1733–1795)
- Vécsey Ferenc (Vécsey Gábor testvére)
- Vécsey Ágoston (1775–1857) császári és királyi lovassági tábornok, titkos tanácsos, testőrségi parancsnok
- Vécsey Károly (1803–1849) honvéd vezérőrnagy, az aradi vértanúk egyike
- Vécsey Miklós (1749–1829) császári és királyi kamarás, Szabolcs vármegye főispánja, helytartósági tanácsos, a Temesi Kincstári Igazgatóság elnöke
- Vécsey Szigbert (1739–1820) császári és királyi altábornagy
- Vécsey Elvira (1906–1990) balett-táncos